# كارين هنتر
كارين هنتر (بالإنجليزية: Karen Hunter)‏ هي صحفية أمريكية، ولدت في 24 أبريل 1966.